# Sergio Arboleda
Pour les articles homonymes, voir Arboleda (homonymie).
Sergio Arboleda est un journaliste et homme politique colombien. Né le 11 octobre 1822 à Popayán, il est le dernier des huit enfants de José Rafael Arboleda y Arroyo et de Matilde de Pombo O'Donnel, ayant notamment pour frère le poète Julio Arboleda. Il étudie à l'Université du Cauca où il obtient son diplôme en 1843.
Par la suite, il écrit dans divers périodiques tels que El Clamor, El Semanario, La República et El Porvenir de Bogotá.
Il meurt le 18 juin 1888 à Popayán.